# Ubifrance
Ne doit pas être confondu avec Unifrance.
Ubifrance est d'abord en 1997, une association issue de la fusion de l'Agence pour la coopération technique, industrielle et économique et du Comité français des manifestations à l'étranger pour former l'Agence pour la promotion internationale des technologies et des entreprises françaises puis un EPIC UBIFRANCE agence française pour le développement international des entreprises. Elle a été fusionnée avec Agence française pour les investissements internationaux pour former Business France en 2014.
Placée sous la tutelle du ministère de l'Économie, des Finances et de l'Emploi, du ministère du Commerce extérieur et de la direction générale du Trésor et de la Politique économique, l’Agence Ubifrance accompagne les entreprises françaises dans leur parcours export, depuis l’orientation sur les marchés étrangers jusqu’à la concrétisation d’affaires et l’implantation sur le terrain. Elle s’appuie sur un réseau de partenaires sélectionnés. Ubifrance, Bpifrance et Coface se sont regroupés sous le label Bpifrance Export pour apporter ensemble un soutien cohérent aux entreprises, groupant la prospection des marchés internationaux, le financement et la sécurisation de leurs projets à l’étranger.
Ubifrance tire son nom de l'acronyme UBI France ("You Buy France" prononcé en anglais, soit "vous achetez français").
Depuis mai 2014, sa directrice générale est Muriel Pénicaud. Au 1er janvier 2015, Ubifrance fusionne avec l'Agence française pour les investissements internationaux et devient Business France.